# Ochodnica
Ochodnica je naseljeno mjesto u okrugu Kysucké Nové Mesto u Žilinskom kraju u Slovačkoj.

## Stanovništvo
| Godina:     | 1993. | 2003.   | 2013.   | 2023.   |
| ----------- | ----- | ------- | ------- | ------- |
| Broj ljudi: | 2031  | 2005    | 1926    | 1933    |
| Razlika:    |       | -1,28 % | -3,94 % | +0,36 % |

| Godina:     | 2022. | 2023.   |
| ----------- | ----- | ------- |
| Broj ljudi: | 1927  | 1933    |
| Razlika:    |       | +0,31 % |

Prema podatcima o broju stanovnika iz 2023. godine naselje je imalo 1933 stanovnika.

## Vanjske poveznice
|  | Zajednički poslužitelj ima još gradiva o temi Ochodnica |

- Službena stranica naselja (sl.)